# Chicomexóchtli
Chicomexóchtli es en la mitología mexica, el dios patrono de los artistas. personificador del talento. Uno de los sirvientes del dios Xochipilli.